# Зигфрид фон Хомбург
Зигфрид фон Хомбург (на немски: Siegfried von Homburg; * 1309; † 20 октомври 1380) е господар на замък Хомбург при Щатолдендорф в Долна Саксония.
Той е син на Хайнрих фон Хомбург († 1338) и първата му съпруга Агнес дон Мансфелд († 1302), дъщеря на граф Гебхард I фон Мансфелд († ок. 1284) и Ирмгард фон Анхалт († сл. 1303). Внук е на Бодо фон Хомбург († сл. 1316) и Агнес фон Еверщайн-Поле († сл. 1306). Правнук е на Хайнрих фон Хомбург († 1290) и първата му съпруга графиня Мехтилд фон Дасел († 1258). Баща му се жени втори път за графиня фон Хоя, дъщеря на граф Ото II фон Хоя, господар на Нинбург († 1324) и графиня Ерменгард фон Холщайн († сл. 1329).
Зигфрид фон Хомбург умира на 20 октомври 1380 г. и е погребан в манастир Кемнаде.

## Фамилия
Зигфрид фон Хомбург се жени за фон Хонщайн-Зондерсхаузен, дъщеря на граф Хайнрих V фон Хонщайн-Зондерсхаузен († 1356) и принцеса Матилда фон Брауншвайг-Люнебург и Гьотинген († 1356/1357) от род Велфи. Те имат 13 деца:
- Рудолф († сл. 1383), в Свещен орден
- Хайнрих X фон Хомбург († 11/13 ноември 1409), няма деца, женен пр. 30 юни 1384 г. за графиня Шонета фон Насау-Вайлбург († 25 април 1436), дъщеря на граф Йохан I фон Насау-Вайлбург († 1371) и Йохана фон Саарбрюкен († 1381)
- Албрехт († сл. 1360), домхер в Хилдесхайм
- Гебхард († сл. 1394), архдякон в Хилдесхайм
- Бурхард († сл. 1383)
- Агнес († сл. 1409), омъжена на 8 септември 1339 г. за роднината си граф Ото VI фон Еверщайн-Поле († 25 юли 1373), син на граф Херман II фон Еверщайн-Поле († ок. 1351) и Аделхайд фон Липе († 1324)
- Рихца († сл. 1377), омъжена за Лудолф III фон Вунсторф († сл. 11 декември 1391)
- дете († сл. 1409)
- Мета († сл. 1409), монахиня в манастир Кемнаде
- Елизабет (Хезеке/Хедвиг) († пр. 3 април 1356), омъжена ок. 1335 г. за граф Йохан I фон Шпигелберг († 1 ноември 1368/13 март 1370), родители на граф Мориц III фон Шпигелберг († сл. 1421)
- Ирмгард († сл. 1409)
- Хезека
- Ирмгард († сл. 1352), омъжена за граф Йоханес IV фон Волденберг († 8 април/24 юни 1352)